# Santiago Simón
Santiago Simón, né le 13 juin 2002 à José C. Paz en Argentine, est un footballeur argentin qui évolue au poste d'ailier droit au Deportivo Toluca.

## Biographie

### River Plate
Né à José C. Paz, dans la province de Buenos Aires en Argentine, Santiago Simón commence le football à l'âge de quatre ans à la Cooperativa Tortuguitas puis est formé par l'un des clubs les plus importants du pays, River Plate, qu'il rejoint en 2013. Il est intégré à l'équipe première par l'entraîneur Marcelo Gallardo en novembre 2020 et joue son premier match le 21 novembre 2021 contre le CA Banfield. Il entre en jeu à la place de Cristian Ferreira et son équipe s'impose par deux buts à zéro.
Simón participe à son premier match de Copa Libertadores le 23 avril 2021 face aux brésiliens du Fluminense FC. Il entre en jeu à la place d'Agustín Palavecino (en) et les deux équipes se neutralisent (1-1 score final).

### Deportivo Toluca
Le 16 août 2025, Santiago Simón rejoint le Mexique afin de signer en faveur du Deportivo Toluca pour un contrat courant jusqu'en juin 2029. Le transfert est évalué à 3,5 millions de dollars mais Toluca rachète la moitié du contrat de Santiago Simón et s'engage à acquérir 25 % supplémentaires si le joueur dispute au moins 50 matchs officiels avec les Diablos Rojos.

### En sélection
Santiago Simón est sélectionné avec l'équipe d'Argentine des moins de 17 ans pour participer au championnat sud-américain moins de 17 ans en 2019. Lors de cette compétition organisée au Pérou, il joue trois matchs, tous en tant que titulaire. Avec un bilan de cinq victoires, deux nuls et deux défaites, l'Argentine remporte le tournoi.
Avec cette même sélection il participe à la coupe du monde des moins de 17 ans en 2019. Lors de cette compétition il prend part à deux matchs et l'Argentine est éliminé en huitième de finale.

## Palmarès
Argentine -17 ans
- Championnat de la CONMEBOL des moins de 17 ans (1) :
  - Vainqueur : 2019.